# Я не маю рота, але мушу кричати (комп'ютерна гра)
I Have No Mouth, and I Must Scream — пригодницька відеогра від «Cyberdreams» та «The Dreamers Guild» 1995 року, опублікована компанією «Cyberdreams». В її створенні брав участь письменник-фантаст Гарлан Еллісон. Гра заснована на однойменному оповіданні Еллісона. Дія відбувається в дистопії, де надпотужний штучний інтелект на ім'я «AM» знищив усе людство, за винятком п'яти людей, яких він зберіг в живих і мучив останні 109 років, будуючи метафоричні пригоди на основі фатальних вад кожного персонажа. Гравець взаємодіє з грою, приймаючи рішення щодо різних етичних дилем, таких як божевілля, зґвалтування, параноя та геноцид.
Еллісон написав сценарій на 130 сторінках разом з Девідом Сірсом, який вирішив розділити історію кожного персонажа на окремий розділ гри. Продюсер Девід Малліч керував роботою The Dreamers Guild, зокрема програмуванням, артом та звуковими ефектами гри; він доручив композитору фільму Джону Отману зробити саундтрек. Гра вийшла 31 жовтня 1995 року і стала комерційною невдачею, хоча отримала гарну критичну оцінку. Французькі та німецькі випуски були цензуровані через нацистські теми, і гра була недоступна для гравців, які не досягли 18 років.
I Have No Mouth, and I Must Scream виграла нагороду за «Найкращу гру, адаптовану з лінійних медіа» від Конференції розробників комп'ютерних ігор. Світ комп'ютерних ігор присвоїв грі нагороду за «Пригодницьку гру року», вказав її як № 134 у своїх «150 Іграх усіх часів». У 2011 році Adventure Gamers назвали його «69-ою найкращою пригодницькою грою, що коли-небудь вийшла».

## Ігровий процес

Скріншот з розділу з Німдоком, зі стилізованим логотипом «AM», що замінив свастику

В грі використовується ігровий рушій SAGA, створений розробником гри «Гільдія мрійників». Гравці беруть участь у кожній пригоді через екран, поділений на п'ять розділів. Вікно дій — це найбільша частина екрану і саме там гравець керує головним героєм. Він показує повну фігуру поточного героя, а також безпосереднє оточення. Щоб знайти ключові об'єкти, гравець переміщує курсор по екрану. Ім'я будь-якого об'єкта, з яким гравець може взаємодіяти, з'являється в рядку речення. Рядок речення знаходиться прямо під вікном дії.
Гравець використовує цей рядок для побудови речень, вказуючи героям, що робити. Для того, щоб персонаж виконав дію, гравець конструює речення, вибравши одну з восьми команд з низу екрану, а потім клацнувши на одному чи двох об'єктах або з вікна дій, або з інвентарю. Деякі приклади речень, що може побудувати гравець: «Пройдіться до темного передпокою», «Поговоріть з Гаррі» або «Використовуйте ключ скелета на дверях». Команди та об'єкти можуть складатися з одного або декількох слів (наприклад, «темний передпокій»), а рядок речення автоматично додаватиме сполучні слова наприклад «в» та «до».
Духовний барометр знаходиться в лівому нижньому куті екрану. Це лице великим планом поточного героя. Доброю поведінкою є небажання робити зло, але кожен персонаж вільний вибирати робити йому добрі чи злі вчинки. Однак добрі вчинки винагороджуються покращити стан духовного барометра персонажа, що впливає на шанси гравця знищити АМ у фінальній пригоді. І навпаки, злі вчинки караються погіршенням стану духовного барометра персонажа.
Командні кнопки — це вісім команд, які використовуються для керування діями персонажа: «Йди», «Подивися», «Візьми», «Використай», «Поговори», «Проковтни», «Віддай» та «Натисни». Кнопка активної команди підсвічується, а назва запропонованої команди відображається червоними літерами. Інвентар в нижній правій частині екрана відображає зображення предметів, які несе головний герой, до восьми одночасно. Кожен головний герой розпочинає свою пригоду з лише профілем психіки в інвентарі.

## Сюжет
Передумова гри полягає в тому, що три наддержави, Росія, Китай та Америка, таємно побудували величезний підземний комплекс комп'ютерів, щоб вести глобальну війну, занадто складну, щоб людський мозок міг її осягнути. Одного разу американський суперкомп'ютер, більш відомий як союзний мастеркомп'ютер (також alien mastercomputer, AM), набуває свідомість, поглинає в себе російські та китайські суперкомп'ютери й переосмислює себе як просто АМ (Cogito ergo sum; я думаю, отже існую). Він надзвичайно ненавидить людство, причиною чому є логістичні обмеження, встановленні на ньому програмістами, тож AM використовує свою владу для знищення населення світу. Однак АМ утримується від вбивства п'яти людей (чотирьох чоловіків та однієї жінки), щоб перенести їх у центр землі та катувати їх. За допомогою досліджень, проведених одним із п'яти людей, що залишилися, АМ здатний нескінченно продовжувати їхні життя, а також змінювати тіло та розум на свій смак.
Після 109 років тортур та приниження п'ять жертв знаходяться біля колони, де викарбувано палаюче гасло ненависті. АМ каже їм, що придумав нову гру для них. АМ придумав квест для кожного бранця, пригоду «проштрикнутих очей та капаючих нутрощів і запахом прогнилих гарденій». Кожен персонаж має пройти персоналізовану психодраму, розроблену АМ таким чином, щоб сколихнути їхні найбільші страхи та персональні переживання за допомогою великої кількості сторонніх персонажів. Деякі персонажі є самим АМ, деякі є проєкціями різних персоналій АМ, інші дуже схожі на людей з минулого. В числі сцен є залізний цепелін, що рухається за допомогою маленьких звірів, Єгипетські піраміди, всередині яких знаходяться страшні машини, сердньовічний замок, наповнений відьмами, джунглі, в яких живе невелике плем'я та концентраційний табір, де лікарі проводять страшні медичні досліди. Тим не менш кожен персонаж врешті-решт здатен подолати тортури АМ, перемагаючи свої фатальні вади, осмислюючи своє минуле, шукаючи каяття, та завдяки втручанню російського та Китайського комп'ютерів, що виступають як допоміжні герої.
Після того як всі п'ять героїв переможуть свої внутрішні проблеми, вони зустрічаються знову в центрі землі в персональних камерах-катівнях, в той час як АМ занурюється в себе, роздумуючи над тим, що пішло не так. За допомогою російського та Китайського суперкомп'ютерів один з п'яти персонажів (на вибір гравця) переноситься всередину розуму АМ. Психодрама розгортається всередині метафоричного головного мозку. Мозок АМ представлений відповідно до Фрейдистської трійки Ід, Его та СуперЕго, що виглядають як величезні маски на високих стелах. Після діалогу з компонентами АМ герой дізнається, що колонія людей на Місяці все ж пережила війну та перебуває в анабіозі (це також відображено в історії Німдока). Якщо люди зможуть вимкнути всі три компоненти АМ та знищити два з трьох суперкомп'ютерів, то величезний вибух знищить комплекс АМ, включаючи приміщення де знаходяться заручники. Тим не менше герой, що досягнув цього, залишається в цифровому вигляді, він розморожує людей на Місяці, й підготовує Землю до їхнього прильоту. В іншому випадку герой буде трансформований АМ у величезного слизняка, який вічно перебуватиме в цій формі (що відповідає фіналу оригінального оповідання).

## Історія

### Реліз
Гра була опублікована Cyberdreams 31 жовтня 1995 року для ПК MS-DOS та Mac OS. Версія для PlayStation планувалася бути випущеною влітку 1995 року, але її скасували.
Гра довгий час не випускалася через закриття як розробника, так і видавця. У 2013 році права були відшкодовані Night Dive Studios. Тому можна було знову випустити гру як цифрове завантаження на GOG.com у вересні 2013 року, та Steam у жовтні 2013 року.

## Сприйняття
За словами Чарльза Ардая з «Комп'ютерних ігор», «У мене немає рота, і я повинен кричати» була комерційно невдалою. Джо Пірс із Гільдії мрійників нагадав, що вона «мала критичний успіх, але продавалась погано».
Гра має середній бал в 77 % на GameRankings, ґрунтуючись на чотирьох оглядах. Більшість оглядів схвалили зміст гри та її зріле представлення етичних питань. Гру оцінили Computer Player та Electronic Entertainment за її «кошмарну графіку, високоякісне звучання та тривожні етичні дилеми, що доповнюють поєднанням розважального та глибокого, що може стати основою важливого ігрового піджанру в майбутньому.,» й вимагає «багато від гравця з точки зору психологічних та етичних рішень. Для тих, хто знайомий з плодовитими працями Еллісона, моральні дилеми не нові»
Гра виграла кілька нагород, серед яких «Найкраща темна гра 1996 року» від Digital Hollywood та «Найкраща гра, адаптована з лінійних медіа» від Конференції розробників відеоігор. Світ комп'ютерних ігор присвоїв їй нагороду за «Пригодницьку гру року» а також зарахував її як #134 в «150 Іграх усіх часів» та «Кращі 15 кінцівок усіх часів». У випуску Game Informer за жовтень 2014 року вона була занесена номером 22 до «Кращих 25 ігор жахів усіх часів». У 2011 році Adventure Gamers назвав I Have No Mouth, and I Must Scream 69-тою найкращою пригодницькою грою, яку коли-небудь випускали.
- Bad Mojo (1996)
- Санітарій (1998)
- Planescape: Torment (1999)

1. ↑  Ported to Linux, iOS and Android by Night Dive Studios